# Strade Bianche 2017
11. edycja wyścigu kolarskiego Strade Bianche odbyła się w dniu 4 marca 2017 roku i liczyła 175 km. Start wyścigu oraz meta miały miejsce w Sienie we Włoszech. Wyścig figurował w rankingu światowym UCI World Tour 2017.

## Uczestnicy
Na starcie tego klasycznego wyścigu stanęło 21 zawodowych ekip, wszystkie osiemnaście drużyn jeżdżących w UCI World Tour 2017 oraz trzy profesjonalne zespoły zaproszone przez organizatorów z tzw. "dziką kartą".
| Numery  | Kod | Drużyna            |
| ------- | --- | ------------------ |
| 1-8     | ALM | Ag2r-La Mondiale   |
| 11-18   | ANS | Androni Giocattoli |
| 21-28   | AST | Astana Pro Team    |
| 31-38   | TBM | Bahrain-Merida     |
| 41-48   | BRD | Bardiani CSF       |
| 51-58   | BMC | BMC Racing Team    |
| 61-68   | BOH | Bora-Hansgrohe     |
| 71-78   | CDT | Cannondale-Drapac  |
| 81-88   | FDJ | FDJ                |
| 91-98   | LTS | Lotto Soudal       |
| 101-108 | MOV | Movistar Team      |

| Numery  | Kod | Drużyna              |
| ------- | --- | -------------------- |
| 111-118 | NIP | Nippo-Vini Fantini   |
| 121-128 | ORS | Orica-Scott          |
| 131-138 | QST | Quick-Step Floors    |
| 141-148 | DDD | Dimension Data       |
| 151-158 | KAT | Team Katusha-Alpecin |
| 161-168 | TLJ | Team LottoNL-Jumbo   |
| 171-178 | SKY | Team Sky             |
| 181-188 | SUN | Team Sunweb          |
| 191-198 | TFS | Trek-Segafredo       |
| 201-108 | UAD | UAE Team Emirates    |

## Klasyfikacja generalna
| M-ce | Imię i nazwisko         | Kraj            | Drużyna           | Czas       |
| ---- | ----------------------- | --------------- | ----------------- | ---------- |
| 1.   | Michał Kwiatkowski      | Polska          | Team Sky          | 4h 42' 42" |
| 2.   | Greg Van Avermaet       | Belgia          | BMC Racing Team   | + 15"      |
| 3.   | Tim Wellens             | Belgia          | Lotto Soudal      | + 17"      |
| 4.   | Zdeněk Štybar           | Czechy          | Quick-Step Floors | + 23"      |
| 5.   | Tom Dumoulin            | Holandia        | Team Sunweb       | + 1' 26"   |
| 6.   | Luke Durbridge          | Australia       | Orica-Scott       | + 1' 26"   |
| 7.   | Christopher Juul-Jensen | Dania           | Orica-Scott       | + 1' 29"   |
| 8.   | Tiesj Benoot            | Belgia          | Lotto Soudal      | + 2' 20"   |
| 9.   | Thibaut Pinot           | Francja         | FDJ               | + 2' 23"   |
| 10.  | Scott Thwaites          | Wielka Brytania | Dimension Data    | + 2' 52"   |
|      |                         |                 |                   |            |
| 46.  | Tomasz Marczyński       | Polska          | Lotto Soudal      | + 13' 38"  |
| 59.  | Michał Gołaś            | Polska          | Team Sky          | + 13' 49"  |
| -    | Maciej Bodnar           | Polska          | Bora-Hansgrohe    | DNF        |
| -    | Przemysław Niemiec      | Polska          | UAE Team Emirates | DNF        |
| -    | Paweł Poljański         | Polska          | Bora-Hansgrohe    | DNF        |